# Ribes maximoviczianum
Ribes maximoviczianum är en ripsväxtart som beskrevs av Vladimir Leontjevitj Komarov. Ribes maximoviczianum ingår i släktet ripsar, och familjen ripsväxter. Inga underarter finns listade i Catalogue of Life.